# فضيحة روم
فضيحة روم (بالألمانية: Röhm-Skandal) كانت فضيحة سياسية هزت ألمانيا بين عامي 1931 و1932، ونشأت عن الكشف العلني عن المثلية الجنسية للسياسي النازي البارز إرنست روم، قائد كتيبة العاصفة (SA). استغل خصوم الحزب النازي هذه الفضيحة في محاولة لوقف صعوده إلى السلطة، لكنها كشفت أيضًا عن الديناميكيات الداخلية للحزب وتسامح أدولف هتلر المؤقت مع مثليي الجنس في صفوفه طالما كانوا مفيدين سياسيًا.

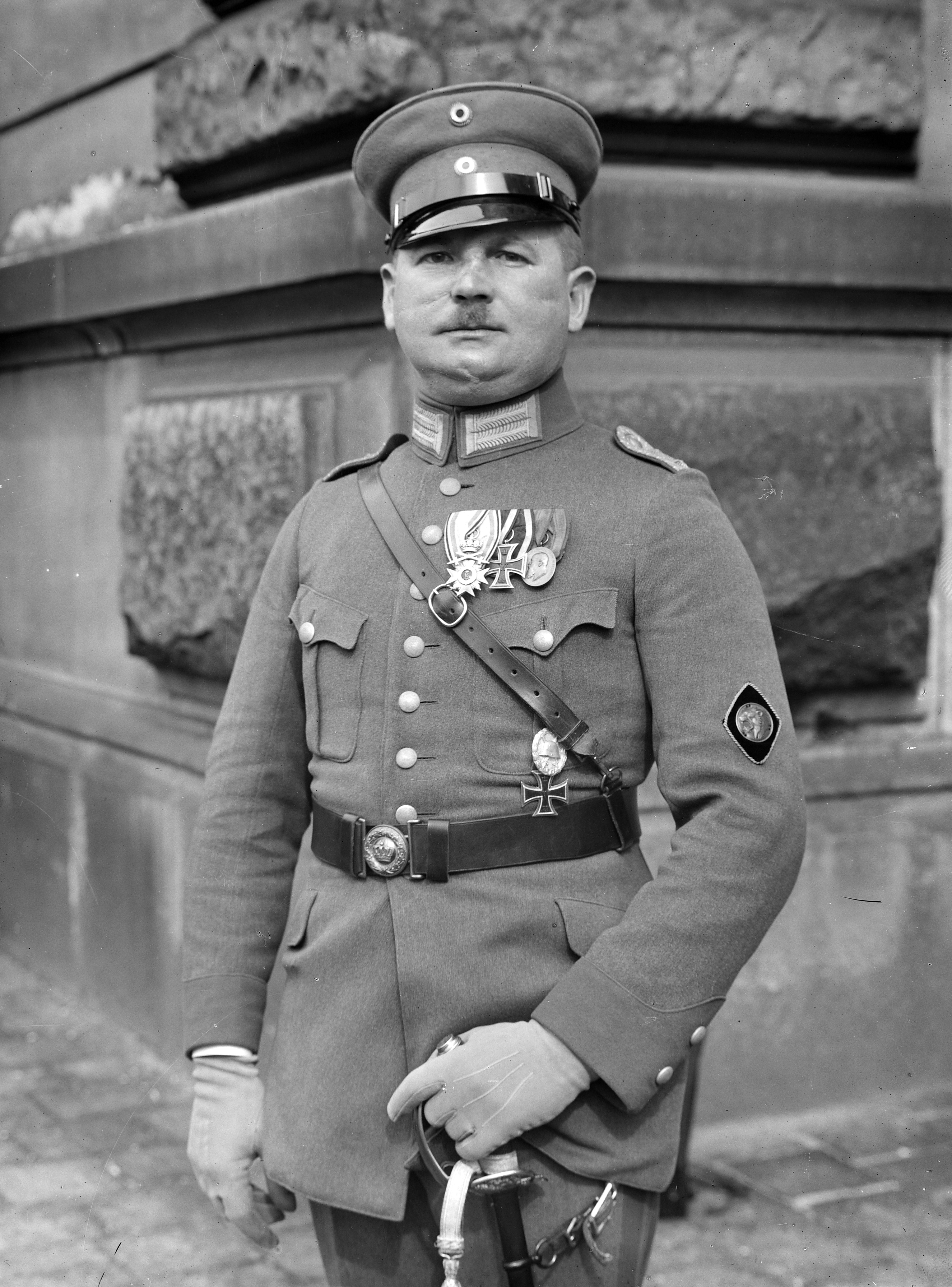
إرنست روم بالعام 1924

## الخلفية
كان إرنست روم، أحد مؤسسي كتيبة العاصفة وأحد أقرب حلفاء هتلر الأوائل، مثليًا بشكل معروف في دائرته المقربة. في ظل جمهورية فايمار، ورغم أن الفقرة 175 من القانون الجنائي الألماني كانت تجرم العلاقات الجنسية بين الرجال، إلا أن تطبيقها كان متساهلاً في المدن الكبرى مثل برلين. ومع ذلك، كانت المثلية الجنسية لا تزال وصمة اجتماعية قوية، وغالبًا ما كانت تُستخدم "الفضائح الأخلاقية" كسلاح سياسي لتدمير سمعة الخصوم.
بعد عودة روم إلى ألمانيا عام 1930 ليتولى قيادة كتيبة العاصفة بناءً على طلب هتلر، أصبحت مثليته نقطة ضعف جرى استغلالها من قبل أعدائه داخل الحزب وخارجه.

## كشف الفضيحة
بدأت الفضيحة تتكشف في عام 1931 عندما بدأت صحيفة "ميونيخ بوست" (بالألمانية: Münchener Post)، التابعة للحزب الديمقراطي الاجتماعي الألماني (SPD)، بنشر سلسلة من المقالات التي تتهم أعضاء في كتيبة العاصفة بالمثلية الجنسية. كان الهدف الأساسي للحزب الديمقراطي الاجتماعي هو تشويه صورة الحزب النازي، الذي كان يقدم نفسه كحزب "للتجديد الأخلاقي" للأمة الألمانية، وإظهار نفاق قادته.
وصلت الفضيحة إلى ذروتها في مارس 1932، عندما نشرت الصحيفة رسائل خاصة كتبها روم يعبر فيها عن رغباته المثلية. تم تسريب هذه الرسائل، التي حصل عليها خصوم روم السياسيون، إلى الصحافة كجزء من مؤامرة سياسية أوسع. يُعتقد أن الجنرال كورت فون شلايشر، الذي كان شخصية نافذة في الجيش والسياسة، لعب دورًا في تسريب هذه الوثائق بهدف إضعاف هتلر من خلال استهداف أحد أقوى مساعديه.
أثارت هذه المنشورات ضجة كبيرة، وتعرض روم لابتزاز مالي وسياسي. وفي 12 مايو 1932، تعرض النائب الذي نشر الرسائل للضرب على أيدي نواب نازيين داخل مبنى الرايخستاغ، مما حول الفضيحة من مسألة شخصية إلى اعتداء على الديمقراطية نفسها.

## رد فعل هتلر والحزب النازي
على عكس توقعات خصومه، دافع أدولف هتلر بقوة عن إرنست روم. أعلن هتلر أن حياة روم الخاصة لا تهمه، وأن المهم هو ولائه وفعاليته كقائد لكتيبة العاصفة. أصدر بيانًا أكد فيه أن كتيبة العاصفة "ليست معهدًا لتعليم الفضيلة، بل تشكيلًا قتاليًا"، وأن ما يهم هو الخدمة العسكرية وليس الأخلاق الشخصية.

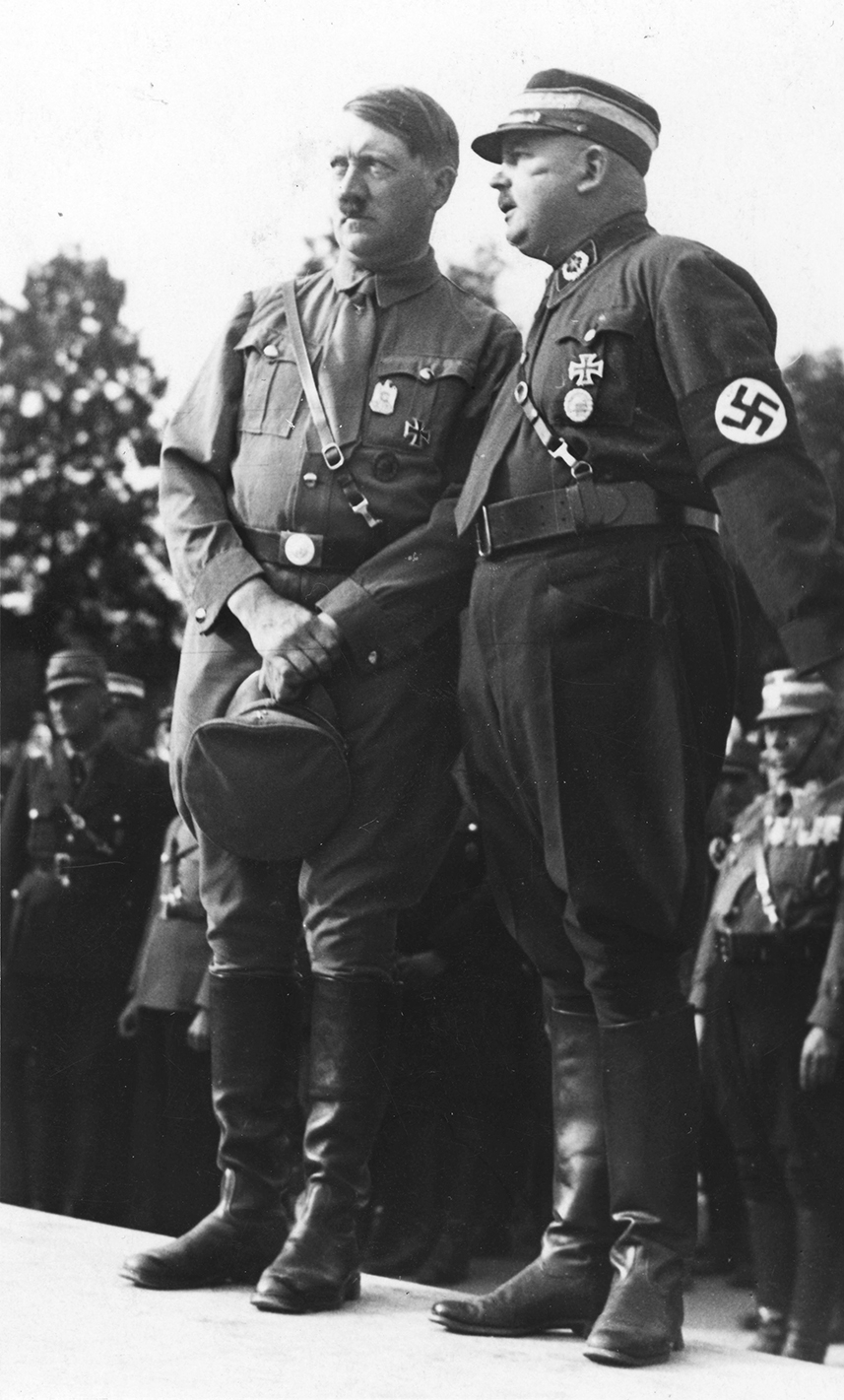
هتلر وروهم في تجمع نورمبرغ، 1933

كان موقف هتلر نابعًا من حسابات سياسية براغماتية. في تلك المرحلة، كان بحاجة ماسة إلى ولاء وقوة كتيبة العاصفة في صراعه للوصول إلى السلطة، ولم يكن مستعدًا للتضحية بقائدها الكفؤ بسبب ميوله الجنسية. ومع ذلك، أدت الفضيحة إلى إضعاف موقف روم داخل الحزب، وجعلته يعتمد بشكل كامل على حماية هتلر الشخصية للبقاء في منصبه.

## العواقب وليلة السكاكين الطويلة
على الرغم من نجاة روم من الفضيحة في عام 1932، إلا أنها ظلت تلاحقه. بعد وصول هتلر إلى السلطة عام 1933، بدأت طموحات روم السياسية تتصادم مع طموحات هتلر. دعا روم إلى "ثورة ثانية" تهدف إلى دمج الجيش الألماني (الرايخسفير) تحت قيادة كتيبة العاصفة، مما أثار قلق المؤسسة العسكرية وكبار الصناعيين الذين دعموا هتلر.
في 30 يونيو 1934، استخدم هتلر مثليّة روم، التي دافع عنها سابقًا، كأحد المبررات الرئيسية لتصفيته هو ومئات من قادة كتيبة العاصفة في عملية تطهير دموية عُرفت باسم ليلة السكاكين الطويلة. زعمت الدعاية النازية أن روم وقادته كانوا يخططون لانقلاب، وأنهم كانوا منغمسين في "الانحلال الأخلاقي". وبهذا، تحولت الفضيحة التي بدأت كسلاح سياسي ضد النازيين إلى أداة استخدمها هتلر لترسيخ سلطته المطلقة والقضاء على خصومه الداخليين.
بعد تصفية روم، بدأ النظام النازي حملة اضطهاد شرسة ومنهجية ضد المثليين في جميع أنحاء ألمانيا، وشدد من تطبيق الفقرة 175، وأرسل الآلاف إلى معسكرات الاعتقال.